# Fußball-Weltmeisterschaft 1998/Kroatien
Kroatien gelang bei der Fußball-Weltmeisterschaft 1998 ein dritter Platz.

## Qualifikation
Die Qualifikation zu dieser Endrunde verlief für Kroatien eher mäßig.
Nach einem 4:1-Auftaktsieg gegen Bosnien-Herzegowina gelang dreimal hintereinander zuhause nur ein Unentschieden, selbst gegen das abgeschlagene Schlusslicht Slowenien. In diesem Spiel gegen den nördlichen Nachbarn gab man sogar eine 3:1-Führung noch aus den Händen, und die kroatische Mannschaft wurde erstmals nach Spielschluss von den eigenen Fans ausgepfiffen. Die Kroaten verfügten damals noch nicht über eine sichere Innenverteidigung, so blieben sie in acht Gruppenspielen nur einmal ohne Gegentor. Ein weiterer Problemfall war Torhüter Dražen Ladić, der mehrere Male patzte, unter anderem im Heimspiel gegen Dänemark, als es Brian Laudrup gelang, von der Eckfahne aus ein Tor zu erzielen und somit Kroatien den Sieg kurz vor Schluss noch zu nehmen. Pech kam noch hinzu, z. B. als das Schiedsrichtergespann im Spiel gegen Griechenland ein klares Handspiel vor dem Tor durch die Griechen übersah.
Beim Rückspiel in Athen zogen die Kroaten den „Kopf aus der Schlinge“ und landeten einen wichtigen Auswärtssieg. Nach der Niederlage in Dänemark aber war das Team von Miroslav Blažević am letzten Spieltag auf Schützenhilfe angewiesen, um Platz 2 noch zu erreichen. Durch den Sieg in Slowenien und das gleichzeitige Unentschieden im Parallelspiel zwischen Griechenland und Dänemark wurde Kroatien doch noch Zweiter.
In der Relegation gegen die Ukraine behielten die Kroaten klaren Kopf und qualifizierten sich erstmals als eigenständige Nation für eine WM-Endrunde.

### Gruppenphase
| 8. Oktober 1996 Bosnien-Herzegowina – Kroatien 1:4                                                   |
| 0:1 Bilić (14.) 1-1 Salihamidžić (25.) 1-2 Vlaović (42.) 1-3 Bokšić (64.)                            |
| 1-4 Boksic (85.)                                                                                     |
| 10. November 1996 Kroatien – Griechenland 1:1                                                        |
| 0-1 Nikolaidis (9.) 1-1 Šuker (45.)                                                                  |
| 29. März 1997 Kroatien-Dänemark 1:1                                                                  |
| 1:0 Suker (50) 1:1 Brian Laudrup (82)                                                                |
| 2. April 1997 Kroatien – Slowenien 3:3                                                               |
| 1-0 Prosinečki (33.) 2-0 Boban (43.) 2-1 Gilha (45.) 3-1 Boban (63.) 3-2 Gilha (65.) 3-3 Gilha (67.) |
| 30.04.1997 Griechenland – Kroatien 0:1                                                               |
| 0:1 Suker (75.)                                                                                      |
| 6. September 1997 Kroatien – Bosnien-Herzegowina 3:2                                                 |
| 3-2 Salihamidžić (85.)                                                                               |
| 10. September 1997 Dänemark – Kroatien 3:1                                                           |
| 1-0 Brian Laudrup (15.) 2-0 Michael Laudrup (35.) 3-0 Molnar (40.) 3-1 Suker (43.)                   |
| 11. Oktober 1997 Slowenien – Kroatien 1:3                                                            |
| 0-1 Šuker (11.) 0-2 Soldo (40.) 0-3 Bokšić (53.) 1-3 Zahovič (72.)                                   |

### Relegation
| 29. Oktober 1997 Kroatien – Ukraine 2-0 (1-0) |
| 1:0 Bilić (11.) 2:0 Vlaović (49.)             |
| 15. November 1997 Ukraine – Kroatien 1:1      |
| 1:0 Shevchenko (4.) 1:1 Bokšić (27.)          |

## Kroatisches Aufgebot
| Nr.               | Name              | Verein vor WM-Beginn | Geburtstag | Spiele   | Tore     | Verwarnung | Platzverweise |
| Torhüter          | Torhüter          | Torhüter             | Torhüter   | Torhüter | Torhüter | Torhüter   | Torhüter      |
| ----------------- | ----------------- | -------------------- | ---------- | -------- | -------- | ---------- | ------------- |
| 1                 | Dražen Ladić      | Croatia Zagreb       | 01.01.1963 | 7        | 0        | 0          | 0             |
| 12                | Marijan Mrmić     | Beşiktaş Istanbul    | 06.05.1965 | 0        | 0        | 0          | 0             |
| 22                | Vladimir Vasilj   | Croatia Zagreb       | 06.07.1975 | 0        | 0        | 0          | 0             |
| Abwehrspieler     |                   |                      |            |          |          |            |               |
| 3                 | Anthony Šerić     | Hajduk Split         | 15.01.1979 | 0        | 0        | 0          | 0             |
| 4                 | Igor Štimac       | Derby County         | 06.09.1967 | 7        | 0        | 1          | 0             |
| 5                 | Goran Jurić       | Croatia Zagreb       | 05.02.1963 | 0        | 0        | 0          | 0             |
| 6                 | Slaven Bilić      | FC Everton           | 11.09.1968 | 7        | 0        | 2          | 0             |
| 15                | Igor Tudor        | Hajduk Split         | 16.04.1978 | 3        | 0        | 0          | 0             |
| 18                | Zoran Mamić       | Bayer 04 Leverkusen  | 30.09.1971 | 0        | 0        | 0          | 0             |
| 20                | Dario Šimić       | Croatia Zagreb       | 12.11.1975 | 6        | 0        | 3          | 0             |
| Mittelfeldspieler |                   |                      |            |          |          |            |               |
| 7                 | Aljoša Asanović   | SSC Neapel           | 14.12.1965 | 7        | 0        | 2          | 0             |
| 8                 | Robert Prosinečki | Croatia Zagreb       | 12.01.1969 | 5        | 2        | 1          | 0             |
| 10                | Zvonimir Boban    | AC Mailand           | 08.10.1968 | 6        | 0        | 2          | 0             |
| 11                | Silvio Marić      | Croatia Zagreb       | 20.03.1975 | 4        | 0        | 0          | 0             |
| 13                | Mario Stanić      | AC Parma             | 10.04.1972 | 7        | 1        | 2          | 0             |
| 14                | Zvonimir Soldo    | VfB Stuttgart        | 02.11.1967 | 6        | 0        | 2          | 0             |
| 17                | Robert Jarni      | Betis Sevilla        | 26.10.1968 | 7        | 1        | 1          | 0             |
| 21                | Krunoslav Jurčić  | Croatia Zagreb       | 26.11.1969 | 3        | 0        | 1          | 0             |
| Stürmer           |                   |                      |            |          |          |            |               |
| 2                 | Petar Krpan       | NK Osijek            | 01.07.1974 | 1        | 0        | 0          | 0             |
| 9                 | Davor Šuker       | Real Madrid          | 01.01.1968 | 7        | 6        | 1          | 0             |
| 16                | Adrian Kozniku    | Croatia Zagreb       | 27.10.1967 | 0        | 0        | 0          | 0             |
| 19                | Goran Vlaović     | FC Valencia          | 07.08.1972 | 7        | 1        | 0          | 0             |
| Trainer           |                   |                      |            |          |          |            |               |
|                   | Miroslav Blažević |                      | 10.02.1935 |          |          |            |               |

## Spiele der kroatischen Mannschaft

### Vorrunde
Die Vorrundengruppe H konnte die kroatische Auswahl zwar wie erwartet vor den beiden Außenseitern Jamaika und Japan auf Platz 2 abschließen, aber in diesen drei Spielen konnte man noch nicht erahnen, dass Kroatien sogar bis unter die letzten Vier kommen würde.
14. Juni 1998 (Lens)
- Jamaika –  Kroatien 1:3 (1:1)

Jamaika: Barrett, Goodison, Cargill (53. Powell), Earle (72. Williams), Sinclair, Simpson, Lowe, Whitmore, Gardner, Burton, Hall (82. Boyd)
Kroatien: Ladić, Bilić, Štimac, Soldo, Šimić (72. Vlaović), Prosinečki, Asanović, Boban, Stanić, Jarni, Šuker
0:1 Stanić (27.) 1:1 Earle (45.) 1:2 Prosinečki (53.) 1:3 Šuker (68.)
Schiedsrichter: Vítor Melo Pereira (Portugal)
20. Juni 1998 (Nantes)
- Japan –  Kroatien 0:1 (0:0)

Japan: Kawaguchi, Nakanishi, Ihara, Akita, Narahashi (79. Morishima), Yamagushi, Nanami (83. Lopez), Nakata, Soma, Nakayama (61. Okano)
Kroatien: Ladić, Bilić, Štimac (46. Vlaović), Soldo, Šimić, Jurčić, Prosinečki (67. Marić), Asanović, Stanić (88. Tudor), Jarni, Šuker
0:1 Šuker (77.)
Schiedsrichter: Ramesh Ramdhan (Trinidad und Tobago)
26. Juni 1998 (Bordeaux)
- Argentinien –  Kroatien 1:0 (1:0)

Argentinien: Roa, Vivas, Ayala, Paz, Zanetti (68. Simeone), Almeyda, Verón, Gallardo (81. Berti), Pineda, Batistuta, Ortega (53. López) Kroatien: Ladić, Bilić, Marić (46. Vlaović), Soldo, Šimić, Prosinečki (68. Štimac), Asanović, Boban, Stanić, Jarni, Šuker
1:0 Pineda (36.)
Schiedsrichter: Said Belqola (Marokko)

### Achtelfinale
Das Achtelfinalspiel gegen Rumänien war eine insgesamt von beiden Mannschaften mäßige Partie. Die Kroaten waren zwar überlegen und gewannen auch verdient, aber dem nächsten Gegner, dem dreifachen Weltmeister Deutschland musste nach diesem Spiel nicht angst und bange werden. Ein zweifelhafter Elfmeter nach einem Foul an Asanović brachte die Entscheidung.
30. Juni 1998 (Bordeaux)
- Rumänien –  Kroatien 0:1 (0:1)

Rumänien: Stelea, Filipescu, Gh .Popescu, Ciobotariu, Petrescu (76. Marinescu), Gâlcă, Ga. Popescu (61. Niculescu), Hagi (57. Craioveanu), Munteanu, Moldovan, Ilie
Kroatien: Ladić, Bilić, Štimac, Šimić, Jurčić, Asanović, Boban, Stanić (83. Tudor), Jarni, Šuker, Vlaović (77. Krpan)
0:1 Šuker (45., Foulelfmeter)
Schiedsrichter: Javier Castrilli (Argentinien)

### Viertelfinale
Die deutsche Mannschaft wurde nach 40 Minuten dezimiert, konnte sich aber in der zweiten Hälfte bis zum 0:2 noch einige Chancen erarbeiten. Die Kroaten mit dem überraschend starken Dražen Ladić im Tor ließen kein Gegentor zu und machten die Überraschung perfekt.
4. Juli 1998 (Lyon)
- Deutschland –  Kroatien 0:3 (0:1)

Deutschland: Köpke, Wörns, Matthäus, Kohler, Heinrich, Hamann (79. Marschall), Häßler (69. Kirsten), Jeremies, Tarnat, Klinsmann, Bierhoff
Kroatien: Ladić, Bilić, Štimac, Soldo, Šimić, Asanović, Boban, Stanić, Jarni, Šuker, Vlaović (83. Marić)
0:1 Jarni (45.) 0:2 Vlaović (80.) 0:3 Šuker (89.)
Rote Karte: Wörns (40.)
Schiedsrichter: Rune Pedersen (Norwegen)

### Halbfinale
Schon der Halbfinaleinzug war ein Riesenerfolg, so hatte man gegen den Gastgeber nicht mehr viel zu verlieren. Der Führungstreffer durch Davor Šuker wurde letztlich eher zum Problem, als dass er half, denn nach dem postwendenden Ausgleich hatten die Franzosen gegen die etwas geschockt wirkenden Kroaten das Spiel besser im Griff und gewannen.
8. Juli 1998 (Paris, Stade de France)
- Frankreich –  Kroatien 2:1 (0:0)

Frankreich: Barthez, Thuram, Desailly, Blanc, Lizarazu, Karembeu (30. Henry), Dechamps, Zidane, Petit, Guivarc'h (69. Trezeguet), Djorkaeff (75. Leboeuf)
Kroatien: Ladić, Bilić, Štimac, Soldo, Šimić, Asanović, Boban (65. Marić), Stanić (90. Prosinečki), Jarni, Šuker, Vlaović
0:1 Šuker (46.) 1:1 Thuram (47.) 2:1 Thuram (69.)
Rote Karte: Blanc (74.)
Schiedsrichter: José María García-Aranda (Spanien)

### Spiel um Platz 3
11. Juli 1998 (Paris, Parc des Princes)
- Niederlande –  Kroatien 1:2 (1:2)

Niederlande: van der Sar, Stam, F. de Boer, Numan, Seedorf, Jonk, Davids, Cocu (46. Overmars), Zenden, Bergkamp (58. van Hooijdonk), Kluivert
Kroatien: Ladić, Bilić, Štimac, Soldo, Jurčić, Prosinečki (78. Vlaović), Asanović, Boban (86. Tudor), Stanić, Jarni, Šuker
0:1 Prosinečki (13.) 1:1 Zenden (21.) 1:2 Šuker (36.)
Schiedsrichter: Epifanio González (Paraguay)
Gleich beim ersten WM-Turnier seit der Unabhängigkeit erreichte das kleine Land (ca. 4,5 Millionen Einwohner) das Halbfinale.